# セルゲイ・レメシェフ
セルゲイ・ヤコヴレヴィチ・レメシェフ（ロシア語: Сергей Яковлевич Лемешев, ラテン文字転写: Sergei Yakovlevich Lemeshev, 1902年7月10日または6月27日 - 1977年6月26日）は、ロシアのリリック・テノール歌手。

## 前半生とキャリア
レメシェフは農家の家に生まれ、父親は彼を靴屋にしようと考えていた。1914年に教区学校を出たレメシェフは、サンクトペテルブルクで靴作りの修業をし、トヴェリの学校で声楽の訓練を受けて1917年に卒業した。その後、モスクワに移ってモスクワ音楽院に学び、1924年、コンスタンチン・スタニスラフスキーのオペラ・スタジオで歌った。1926年から1931年にかけて、エカテリンブルク、ハルビン、トビリシの劇場で歌った。
1931年、レメシェフはボリショイ劇場に招かれてデビューし、劇場のソリストになった。柔らかく美しい声に加えて、豊かな表現力、明快な発音、卓抜したピアニッシモを身に付け、一つ一つの役柄を掘り下げてゆき、1931年から1942年にかけて一世を風靡した。コンサートでもロシア民謡などで優れた歌唱を聞かせた。1938年にはチャイコフスキーの100の歌曲すべてを5回のコンサートで歌った。ラジオでロシア民謡が放送されると、さらにレメシェフの国民的な歌手としての地位が確立された。

## 健康問題
独ソ戦が始まると、レメシェフに重大な危機が訪れた。避難の最中に悪性の感冒にかかったことが原因となり、肺炎を2回起こし、胸膜炎と右肺の結核を併発した。彼は人工気胸の治療を受けたが、そのために片方の肺が虚脱した。歌うことを禁じられていたにもかかわらず、レメシェフは自らのテクニックをいっそう意識的に構築し、1942年から1948年にかけては、虚脱した一方の肺を人工的に再膨張させている状態で歌い続けた。この期間に彼は『ラクメ』『雪娘』『真珠採り』『モーツァルトとサリエリ』の全曲、『セビリアの理髪師』や『リゴレット』から数曲を録音した。
1947年、レメシェフはベルリン国立歌劇場に演奏ツアーを行った。イワン・コズロフスキーと並んで、レメシェフは1956年までボリショイ劇場を代表するテノールだった。

## レパートリー
レメシェフのレパートリーはロシア・オペラが主であったが、フランス・オペラもかなり重要な比率を占め、一方イタリア・オペラやドイツ・オペラを歌うことは少なかった。ほとんどすべての作品はロシア語で歌われている。レメシェフは数多くの舞台で歌ったにもかかわらず、全曲録音されたものはほとんどないといってよく、『リゴレット』の公爵や『セビリアの理髪師』のアルマヴィーヴァ伯爵のように、抜粋しか残っていないものが多い。
- プッチーニ：『ラ・ボエーム』ロドルフォ
- ヴェルディ：『リゴレット』マントヴァ公爵、『椿姫』アルフレード、『ルイザ・ミラー』ロドルフォ
- グノー：『ロメオとジュリエット』ロメオ、『ファウスト』ファウスト
- ロッシーニ：『セビリアの理髪師』アルマヴィーヴァ伯爵
- リムスキー＝コルサコフ：『五月の夜』レフコ、『金鶏』星占い師、『サトコ』インドの商人、『雪娘』ベレンディ皇帝
- ボロディン：『イーゴリ公』ヴラヂーミル・イーゴリェヴィチ
- ワーグナー：『ローエングリン』ローエングリン
- ビゼー：『真珠採り』ナディール
- グリンカ：『ルスランとリュドミラ』バヤン
- ルビンシテイン：『悪魔』シノダル王子
- ナープラヴニーク：『ドゥブロフスキー』ヴラヂーミル
- ドリーブ：『ラクメ』ジェラルド
- マスネ：『ウェルテル』ウェルテル
- オベール：『フラ・ディアヴォロ』フラ・ディアヴォロ

など
レメシェフの有名な持ち役は、チャイコフスキーの『エフゲニー・オネーギン』のレンスキーで、彼は1927年以降500回以上この役を歌った。最後に歌ったのは、晩年、3回も心臓発作に見舞われ、片方の肺を失っていた70歳の誕生日だった。